# Tableau des médailles des Jeux olympiques d'hiver de 1924
Cet article présente le classement des médailles des Jeux olympiques d'hiver de 1924. Le CIO ne publie pas explicitement ce classement, mais publie des classements pour chaque Jeux. Ce tableau est trié par défaut selon le nombre de médailles d'or, puis, en cas d'égalité, selon le nombre de médailles d'argent, et enfin selon le nombre de médailles de bronze. En cas d'égalité parfaite, la convention est de lister les pays par ordre alphabétique. 
- Pays organisateur (France, Chamonix)

| Rang  | Nation                     | Or | Argent | Bronze | Total |
| ----- | -------------------------- | -- | ------ | ------ | ----- |
| 1     | Norvège                    | 4  | 7      | 6      | 17    |
| 2     | Finlande                   | 4  | 4      | 3      | 11    |
| 3     | Autriche                   | 2  | 1      | 0      | 3     |
| 4     | Suisse                     | 2  | 0      | 1      | 3     |
| 5     | États-Unis                 | 1  | 2      | 1      | 4     |
| 6     | Grande-Bretagne            | 1  | 1      | 2      | 4     |
| 7     | Suède                      | 1  | 1      | 0      | 2     |
| 8     | Canada                     | 1  | 0      | 0      | 1     |
| 9     | France (pays organisateur) | 0  | 0      | 3      | 3     |
| 10    | Belgique                   | 0  | 0      | 1      | 1     |
| Total | Total                      | 16 | 16     | 17     | 49    |

## Source
- Site officiel du CIO